# Dietersdorf (Südharz)
Dietersdorf is een plaats en voormalige gemeente in de Duitse deelstaat Saksen-Anhalt, en maakt deel uit van de Landkreis Mansfeld-Südharz.
Dietersdorf telt 477 inwoners.